# La Saulce
La Saulce – miejscowość i gmina we Francji, w regionie Prowansja-Alpy-Lazurowe Wybrzeże, w departamencie Alpy Wysokie.
Według danych na rok 1990 gminę zamieszkiwały 632 osoby, a gęstość zaludnienia wynosiła 80 osób/km² (wśród 963 gmin regionu Prowansja-Alpy-W. Lazurowe La Saulce plasuje się na 448. miejscu pod względem liczby ludności, natomiast pod względem powierzchni na miejscu 747.).